# Millennium Estoril Open 2022 - Qualificazioni singolare
Le qualificazioni del singolare maschile del Millennium Estoril Open 2022 sono un torneo di tennis preliminare per accedere alla fase finale della manifestazione. I vincitori dell'ultimo turno sono entrati di diritto nel tabellone principale. In caso di ritiro di uno o più giocatori aventi diritto a questi sono subentrati i lucky loser, ossia i giocatori che hanno perso nell'ultimo turno ma che avevano una classifica più alta rispetto agli altri partecipanti che avevano comunque perso nel turno finale.

## Teste di serie
1. Hugo Dellien (qualificato)
2. Carlos Taberner (ultimo turno, lucky loser)
3. Pablo Cuevas (qualificato)
4. Alexei Popyrin (primo turno)

1. Marco Cecchinato (primo turno)
2. Gianluca Mager (primo turno, ritirato)
3. Bernabé Zapata Miralles (qualificato)
4. Fernando Verdasco (ultimo turno, lucky loser)

## Qualificati
1. Hugo Dellien
2. Bernabé Zapata Miralles

1. Pablo Cuevas
2. Pierre-Hugues Herbert

### Lucky loser
1. Carlos Taberner

1. Fernando Verdasco

## Tabellone

### Legenda
| - Q = Qualificato - WC = Wild card - LL = Lucky loser | - ALT = Alternate - SE = Special Exempt - PR = Protected Ranking | - w/o = Walkover - r = Ritirato - d = Squalificato |

### Sezione 1
|  | Primo turno | Primo turno      | Primo turno  | Primo turno | Primo turno |  |  | Ultimo turno | Ultimo turno | Ultimo turno | Ultimo turno | Ultimo turno |  |
|  |             |                  |              |             |             |  |  |              |              |              |              |              |  |
|  | 1           | Hugo Dellien     | Hugo Dellien | 6           | 6           |  |  |              |              |              |              |              |  |
|  | Alt         | Gastão Elias     | Gastão Elias | 4           | 4           |  |  | 1            | Hugo Dellien | Hugo Dellien | 6            | 6            |  |
|  |             | Max Purcell      | 7            | 4           | 6           |  |  |              | Max Purcell  | Max Purcell  | 1            | 2            |  |
|  | 5           | Marco Cecchinato | 6(1)         | 6           | 3           |  |  |              |              |              |              |              |  |

### Sezione 2
|  | Primo turno | Primo turno             | Primo turno             | Primo turno | Primo turno |  |  | Ultimo turno | Ultimo turno            | Ultimo turno            | Ultimo turno | Ultimo turno |  |
|  |             |                         |                         |             |             |  |  |              |                         |                         |              |              |  |
|  | 2           | Carlos Taberner         | Carlos Taberner         | 6           | 6           |  |  |              |                         |                         |              |              |  |
|  | WC          | Tiago Cação             | Tiago Cação             | 2           | 4           |  |  | 2            | Carlos Taberner         | Carlos Taberner         | 1            | 3            |  |
|  | PR          | Pedro Sousa             | Pedro Sousa             | 2           | 4           |  |  | 7            | Bernabé Zapata Miralles | Bernabé Zapata Miralles | 6            | 6            |  |
|  | 7           | Bernabé Zapata Miralles | Bernabé Zapata Miralles | 6           | 6           |  |  |              |                         |                         |              |              |  |

### Sezione 3
|  | Primo turno | Primo turno    | Primo turno    | Primo turno | Primo turno |  |  | Ultimo turno | Ultimo turno | Ultimo turno | Ultimo turno | Ultimo turno |  |
|  |             |                |                |             |             |  |  |              |              |              |              |              |  |
|  | 3           | Pablo Cuevas   | Pablo Cuevas   | 6           | 7           |  |  |              |              |              |              |              |  |
|  |             | Liam Broady    | Liam Broady    | 4           | 65          |  |  | 3            | Pablo Cuevas | 64           | 6            | 6            |  |
|  | WC          | Pedro Araújo   | Pedro Araújo   | 6           | 2           |  |  | WC           | Pedro Araújo | 7            | 3            | 1            |  |
|  | 6           | Gianluca Mager | Gianluca Mager | 2           | 0r          |  |  |              |              |              |              |              |  |

### Sezione 4
|  | Primo turno | Primo turno           | Primo turno           | Primo turno | Primo turno |  |  | Ultimo turno | Ultimo turno          | Ultimo turno | Ultimo turno | Ultimo turno |  |
|  |             |                       |                       |             |             |  |  |              |                       |              |              |              |  |
|  | 4           | Alexei Popyrin        | Alexei Popyrin        | 3           | 4           |  |  |              |                       |              |              |              |  |
|  |             | Pierre-Hugues Herbert | Pierre-Hugues Herbert | 6           | 6           |  |  |              | Pierre-Hugues Herbert | 7            | 65           | 6            |  |
|  |             | Radu Albot            | 3                     | 7           | 3           |  |  | 8            | Fernando Verdasco     | 5            | 7            | 2            |  |
|  | 8           | Fernando Verdasco     | 6                     | 65          | 6           |  |  |              |                       |              |              |              |  |